# Zutrinken

Gegenseitiges Zutrinken mit Bier

Das Zutrinken stellt eine rituelle Art des Alkoholkonsums dar, wobei der Zutrinkende durch das Zutrinken einer anderen Person oder einer Personengruppe durch die Widmung des Trunks eine Ehre angedeihen lassen will. Es ist damit ein Teil der Trinkkultur und gilt neben der bereits im Alten Testament beschriebenen Begrüßung mit Brot und Wein als einer der ältesten Trinkbräuche der Menschheit.

## Geschichte
Soweit in einer Kultur Alkohol verbreitet ist, kam es in mehr oder weniger großem Umfang zu gesellschaftlichen Reglementierungen und Ritualisierungen des Alkoholkonsums, häufig in Verbindungen zu religiösen Vorstellungen.
Im Alkoholrausch, so vermeinten Menschen früherer Kulturen, würden die Götter zu ihnen sprechen. Dies wurde dann in Trinkgelagen praktiziert. War der Trunk zunächst hierbei den Göttern gewidmet, wurden bald die Verstorbenen und schließlich die Lebenden einbezogen und es kam zu der Sitte des Zutrinkens, wobei sich der Brauch mehr und mehr profanierte. Trotzdem galt, dass ein dargebotenes Getränk nicht abgelehnt werden durfte und ein Zutrinken eines anderen auch erwidert werden sollte. Solange die anderen tranken, durfte ein Mann sich nicht zurückziehen, und sei es bis zur Grenze der Bewusstlosigkeit. Hierdurch sollte sich ein Mann als stark erweisen. Das Nichterwidern des Zutrinkens konnte als Beleidigung aufgefasst werden. Die Folge des Nichtmithaltens konnten soziale, gesellschaftliche, wirtschaftliche Ausgrenzung und auch physische Angriffe bis hin zum Totschlag sein. Eine gewisse Rolle spielte hierbei auch die Überzeugung, dass unter Alkoholeinfluss der wahre Charakter eines Menschen sich zeige („In vino veritas“). Frauen unterlagen diesem Zwang nicht im gleichen Maße, ihr Alkoholkonsum wurde, auch wegen der damit einhergehenden Enthemmung, durchaus kritischer betrachtet.
Im Mittelalter war die Wasserqualität vor allem in den Städten niedrig und die Keimbelastung hoch. Da Alkohol keimtötend wirkt, war der Genuss alkoholischer Getränke mit einem geringeren gesundheitlichen Risiko verbunden, da die Wahrscheinlichkeit von Infektionen erheblich verringert wurde. So wurden Wein und vor allem Bier zu Volksnahrungsmitteln. Im Spätmittelalter und der beginnenden Frühen Neuzeit kam es im deutschsprachigen Raum in der Folge zu Rekordhöhen des Alkoholverbrauchs mit entsprechenden Gelagen. Diese arteten dann wegen des sozialen Zwangs zum Zutrinken auch aus. Zum Teil mussten sogar Dienstboten stellvertretend für ihre Herren zutrinken. Grimmelshausen etwa berichtete, wie ihm beim Zutrinken oft „der Angstschweiß ausbrach; doch es musste gesoffen sein“. Derartige Sitten hielten sich teilweise bis hinein ins 18. Jahrhundert.
Im stark religiös gefärbten Klima im Zeitalter von Reformation und Gegenreformation wurde dann von katholischer wie von protestantischer Seite, aber auch durch die Humanisten gegen den „Teufel Alkohol“ gepredigt. Stark im Mittelpunkt dieser Bestrebungen stand dabei gerade das ausartende Zutrinken (damals auch „Bescheidtun“ genannt) bis zur Bewusstlosigkeit. Martin Luther sprach etwa von der „Teufflischen gewohnheit des uberschwencklichen zutrinckens“. Allerdings nur mit mäßigem Erfolg. Zurückgegriffen wurde etwa auf die Kirchenväter Augustinus und Basilius, aber auch auf humanistische Lehren des Neu-Stoizismus und Neu-Aristotelismus. Im Mittelpunkt der damaligen Überlegungen standen allerdings weniger modernere Gesichtspunkte, wie Volksgesundheit oder Jugendschutz, sondern Befürchtungen, dass die christliche Mäßigkeit und Nüchternheit, aber auch öffentliche Sitten und ökonomische Stabilität durch die Saufexzesse beeinträchtigt werden könnten. Es entstanden ganze Bücher gegen das Zutrinken, wie etwa Johannes Freiherr zu Schwarzenberg und Hohenlandsbergs (1463–1528) „Vom zutrincken Laster und mißbrauch die schentlichen darauß Erfolgen, Damit yetz die gantz Teütsch Nation befleckt ist“ von 1523.

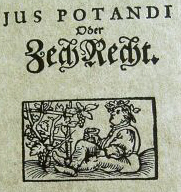
Jus Potandi oder ZechRecht. Titelblatt der deutschen Ausgabe von 1616.

In der Folge wurde die Reglementierung auch Gegenstand der juristischen Fachliteratur und später der Gesetzgebung, es bildete sich das Zechrecht heraus. Auf Reichsebene erfolgt zunächst der Reichsabschied von Worms 1495, die folgenden Reichsabschiede von Lindau (1497) und Freiburg (1498) wandten sich nochmals speziell gegen das Zutrinken, ebenso die Reichstage von Augsburg (1500), Trier und Köln (1512). Auch die auf den Reichstagen von 1530, 1548 und 1577 verabschiedeten und fortgeschriebenen Reichspolizeiordnungen waren gegen das „übermäßige Trink- und Zutrinken“ gerichtet, allerdings ließen sich (in Nürnberg) die Verordnungen gegen das Zutrinken, trotz der vorgesehenen Strafen, bei keiner sozialen Schicht durchsetzen.
Da es im Heiligen Römischen Reich nur eine größtenteils unverbindliche Reichsexekutionsordnung gab, musste die Reichsgesetzgebung, um Wirkung entfalten zu können, in das Landrecht der Territorialstaaten umgesetzt werden. Das geschah in unterschiedlichem Umfang, aber letztlich flächendeckend. Bereits 1495 verbot eine badische Landesordnung das Zutrinken, im Gebiet Bambergs wurden ab 1516 Zutrinker und die das Zutrinken duldenden Wirte mit drei rheinischen Gulden, und falls diese nicht aufzutreiben waren, mit drei Tagen bei Wasser und Brot bestraft, im Wiederholungsfall sollte sich die Strafe verdoppeln.
Ähnliche Regelungen fanden sich 1531 in Konstanz gegen „Zutrinken und Zechen“, in der preußischen Landesordnung von 1577 gegen „unmeßige Seuferei“, in der württembergischen Landesordnung von 1621 gegen das „volltrinken“, in der Landesordnung von 1666 von Sachsen-Gotha wider das „Voll-, Zu- und Gleichsaufen“. Eine bayrische Landordnung von 1531 verbot in ihrem Artikel 3 "das Zutrinken an den Malzeitn" und bezog auch den Wirt in die Bestrafung mit ein.

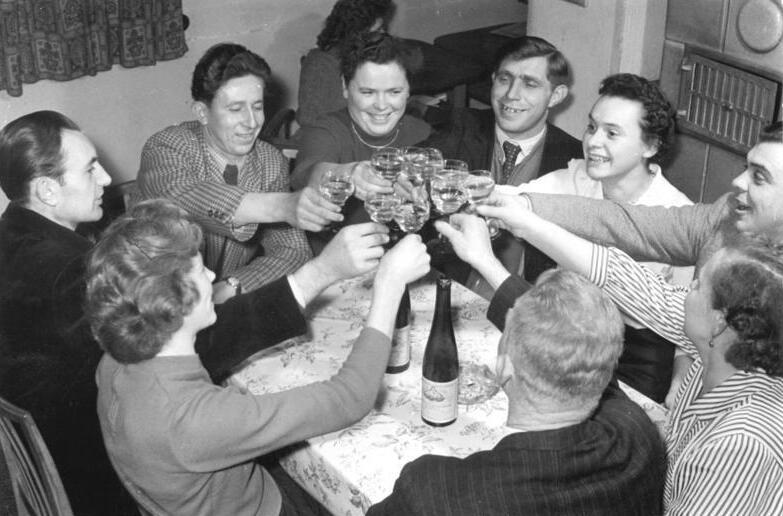
Gegenseitiges Zutrinken mit Anstoßen der Gläser (1959)

Seit dem 18. Jahrhundert ist die heutige Form des Zutrinkens im deutschsprachigen Raum nachzuweisen, der die Verwendungen von Formeln wie „Prosit“ vorsieht. Hierzu gehört heutzutage üblicherweise auch das Anstoßen mit den Gläsern, bei dem sich die Zutrinkenden gegenseitig zutrinken.

## Zutrinken bei Studentenverbindungen

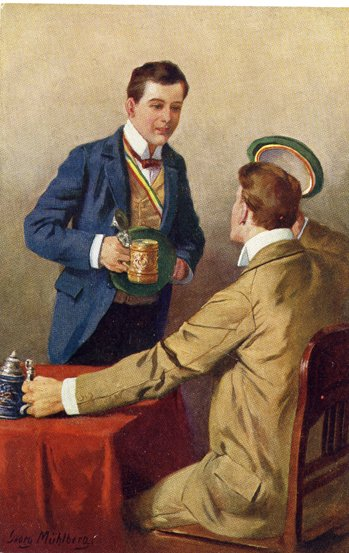
Georg Mühlberg – „Schmollis antragend“ (um 1900)

Unter Zutrinken versteht man in Studentenverbindungen eine studentische Ehrung, die ein Couleurstudent einem anderen dadurch erweist, dass er ihm zu Ehren eine gewisse Stoffmenge (in der Regel Bier) trinkt. Dies geschieht gemäß dem Bier-Comment beispielsweise mit den Worten „Lieber Bundesbruder (bzw. Farbenbruder etc.) ‚Couleurname‘, ich bringe Dir einen breiten Streifen“. Dem durch Zutrinken Geehrten ist es anheimgestellt, ob er dem Ehrenden nachkommt und ihn damit seinerseits ehren will. Bei einigen Verbindungen muss der Geehrte ebenfalls zutrinken und den Gruß erwidern. Bei einigen Verbindungen können Füchse Burschen nur über den Fuchsmajor zutrinken, untereinander jedoch sich selbst.
Im Gegensatz zum Salamander muss das Zutrinken nicht kommandiert werden und kann während jedem Kolloquium, also im Rahmen von Kneipen und Kommersen, stattfinden. Der Salamander ist ein besonders ritualisiertes Zuprosten. Ein Salamander wird zu Ehren von Festgästen der Verbindung oder besonders verdienten Bundesbrüdern gerieben. Auch beim Todesfall ist ein Trauersalamander zu Ehren des Verstorbenen üblich.
Bei praktisch allen Verbindungsarten (d. h. CV-Verbindungen, Corps, Burschenschaften, Landsmannschaften, Damenverbindungen etc.) werden ähnliche Zutrink-Rituale praktiziert, es variieren jedoch die Häufigkeit des Salamander-Rituals und des allgemeinen Zuprostens außerordentlich stark. Auch ist es bei manchen Verbindungen üblich, nicht-alkoholische Getränke zum Zutrinken zu verwenden.